# Distrito de Ocoyo
El distrito de Ocoyo es uno de los dieciséis distritos que conforman la provincia de Huaytará, ubicada en el departamento de Huancavelica, bajo la administración del Gobierno regional de Huancavelica, en la zona de los Andes centrales del Perú.18
Desde el punto de vista jerárquico de la Iglesia católica, forma parte de la diócesis de Huancavelica.

## Historia
Fue creado por Ley Reg. No 344, por el Congreso Nacional Regional del Centro ha dado la Ley siguiente:
Art. 1° Créase en la provincia de Castrovirreyna los Distritos de Ticrapo, Aurahua y Ocoyo.
Art. 4° El Distrito de Ocoyo tendrá por capital el pueblo de Ocoyo y por anexos los pueblos siguientes: Ocoyo, Ayamarca, Pacomarca y los caseríos y haciendas situadas en la jurisdicción de estos pueblos.
Comuníquese al poder ejecutivo para que disponga lo necesario a su cumplimiento.
Dada en la Sala de Sesiones del Congreso Regional del Centro, en Huancayo a los 26 días del mes de junio de 1920.
Carlos Enrique Paz Soldán, Presidente del Congreso.-M. Sánchez Palacios, Diputado Secretario.-M. Artemio Añaños, Diputado Secretario.
Al Sr. Presidente de la República.
Por tanto, mando se imprima, publique y circule y se le dé el debido cumplimiento.
Dado en la Casa de Gobierno de Lima, a los 6 días del mes de septiembre de 1920. (Fdo) Augusto B. Leguía. Presidente de la República.

## Geografía
Abarca una superficie de 205,05 km².

## Anexos
- Pacomarca
- Ayamarca
- Cruz Pampa
- Taracachi
- Vichuri

## Autoridades

### Municipales
```
Alcaldes Municipales Electos 
```

- 2023-2026
  - Alcalde: Luis Paul Condori Sotomayor

```
  Partido Político: Movimiento Regional Agua (AGUA)
```

- 2019-2022
  - Alcalde: Eugenio Rufino Untiveros Hurancca

```
  Partido Político: Acción Popular (LAMPA)
```

- 2015-2018
  - Alcalde: Luis Ángel Neyra Guevara

```
  Partido político: Acción Popular (LAMPA)
```

- 2011-2014
  - Alcalde: Luis Silverio Condori Velarde

```
  Partido Político: Movimiento Regional (AYNI)
```

- Regidores:

- Wilson Rooselvet Cabezas Gómez (Ayni) 

- Eber Rupire Salcedo (Ayni) 

- Luci Emilia Choque Guerra (Ayni) 

- Janet Liset Gómez Huarcaya (Ayni)

- Pedro Roberto Marquina Meza (Unidos por Huancavelica)
- 2007-2010
  - Alcalde: Mauro Huamán Echevarría

```
  Partido Político: Proyecto Integracionista de Comunidades Organizadas (PICO)
```

### Policiales
- Comisario:  PNP.

### Religiosas
- Diócesis de Huancavelica[2]
  - Obispo de Huancavelica: Monseñor Isidro Barrio Barrio.[3]

## Festividades
- FIESTA PATRONAL

Se celebra en honor a la VIRGEN DEL CARMEN que se celebra en el mes de JULIO, tradicionalmente son dos mayordomos (MAYOR y MENOR) conforme a sus usos y costumbres.- Empieza el 17 en horas de la madrugada con el tradicional ALBAZO, prosigue con "EL DOCE", "LA VISPERA".- El 18 izamiento del Pabellón Nacional, MISA DE FIESTA, en la noche LA PROCESIÓN y BAILE GENERAL.- El 19 la tradicional CORRIDA DE TOROS en el Coso Municipal.- La festividad es una costumbre que año tras año y por generaciones se viene manteniendo con ligeras variantes, es amenizada por bandas de músicos, los Mayordomos brindan la atención a los visitantes.
CENTRO MINERO
Por 15 años se ha extraído oro desde el centro minero de Antapite, oro de alto nivel.